# Abel Bormans
Abel Bormans (1993) is een Nederlandse journalist van de Volkskrant.
Bormans studeerde bestuurskunde en geschiedenis in Leiden en volgde later een master Europese geschiedenis aan de universiteiten van Universiteit van Leiden, Oxford en Parijs (Sorbonne). 
Na een stage bij De Groene Amsterdammer werkt hij sinds juni 2021 voor de Volkskrant. Eerst als algemeen verslaggever en sinds maart 2022 als mediaverslaggever.

## Erkenning
Voor hun onthullingen over de werksfeer bij NOS Sport won hij samen met De Volkskrant-journalisten Maud Effting en Willem Feenstra De Tegel 2023 in de categorie Nieuws. 

## Prijzen
- De Tegel 2023 (Nieuws)